# Сезон ФК «Дніпро» (Дніпропетровськ) 1998—1999
Сезон ФК «Дніпро» (Дніпропетровськ) 1998—1999 — 8-ий сезон футбольного клубу «Дніпро» у футбольних змаганнях України. Команда зайняла найнижче місце в Чемпіонатах України.

## Склад команди
| № | Поз. | Нац.    | Гравець               |
| - | ---- | ------- | --------------------- |
|   | ВР   | Україна | Микола Збарах         |
|   | ВР   | Україна | Микола Медін          |
|   | ЗХ   | Україна | Геннадій Козар        |
|   | ЗХ   | Україна | Сергій Ламтюгін       |
|   | ЗХ   | Україна | Сергій Матюхін        |
|   | ЗХ   | Україна | Іван Павлюх           |
|   | ЗХ   | Україна | Олександр Поклонський |
|   | ЗХ   | Україна | Богдан Шершун         |
|   | ПЗ   | Україна | Сергій Валяєв         |
|   | ПЗ   | Україна | Максим Калиниченко    |
|   | ПЗ   | Україна | Сергій Максимич       |
|   | ПЗ   | Україна | Олександр Піненко     |

| № | Поз. | Нац.    | Гравець            |
| - | ---- | ------- | ------------------ |
|   | ПЗ   | Україна | Олексій Рачиба     |
|   | ПЗ   | Україна | Георгій Стратулат  |
|   | ПЗ   | Україна | Ігор Хоменко       |
|   | ПЗ   | Україна | Юрій Шевчук        |
|   | ПЗ   | Україна | Олег Шелаєв        |
|   | НП   | Україна | Сергій Дранов      |
|   | НП   | Україна | Іван Корпонай      |
|   | НП   | Україна | Андрій Матвеєв     |
|   | НП   | Грузія  | Михайло Поцхверія  |
|   | НП   | Україна | Олександр Савенчук |
|   | НП   | Україна | Олександр Сухарєв  |
|   | НП   | Україна | Денис Філімонов    |

## Чемпіонат України

### Календар чемпіонату України
| Тур | Команда                | Рахунок     | Тур | Команда                      | Рахунок     | Тур | Команда                | Рахунок     |
| --- | ---------------------- | ----------- | --- | ---------------------------- | ----------- | --- | ---------------------- | ----------- |
| 1   | «Металург» (Донецьк)   | 2:0Протокол | 11  | «Зірка»                      | 1:1Протокол | 21  | «ЦСКА» (Київ)          | 0:1Протокол |
| 2   | «Таврія»               | 1:0Протокол | 12  | «Ворскла»                    | 1:0Протокол | 22  | «Шахтар»               | 1:2Протокол |
| 3   | СК (Миколаїв)          | 2:0Протокол | 13  | «Металург» (Запоріжжя)       | 1:4Протокол | 23  | «Нива» (Тернопіль)     | 0:0Протокол |
| 4   | «Металург» (Маріуполь) | 1:0Протокол | 14  | «Спартак» (Івано-Франківськ) | 3:0Протокол | 24  | «Металіст»             | 0:0Протокол |
| 5   | «Динамо»               | 2:3Протокол | 15  | «Кривбас»                    | 2:1Протокол | 25  | «Карпати»              | 4:1Протокол |
| 6   | «Карпати»              | 0:2Протокол | 16  | «Кривбас»                    | 2:1Протокол | 26  | «Динамо»               | 0:1Протокол |
| 7   | «Металіст»             | 2:0Протокол | 17  | «Спартак» (Івано-Франківськ) | 0:0Протокол | 27  | «Металург» (Маріуполь) | 0:1Протокол |
| 8   | «Нива» (Тернопіль)     | 4:0Протокол | 18  | «Металург» (Запоріжжя)       | 2:2Протокол | 28  | СК «Миколаїв»          | 2:1Протокол |
| 9   | «Шахтар»               | 6:0Протокол | 19  | «Ворскла-Нафтогаз»           | 2:0Протокол | 29  | «Таврія»               | 3:0Протокол |
| 10  | «ЦСКА» (Київ)          | 1:0Протокол | 20  | «Зірка»                      | 2:0Протокол | 30  | «Металург» (Донецьк)   | 5:1Протокол |

Примітка

Блакитним кольором виділені домашні ігри.

### Турнірна таблиця
| Місце | Команда            | Ігор | В | Н | П  | РМ    | Очок |
| ----- | ------------------ | ---- | - | - | -- | ----- | ---- |
| 11    | «Зірка»            | 30   | 9 | 7 | 14 | 31-40 | 34   |
| 12    | «Дніпро»           | 30   | 9 | 5 | 16 | 28-46 | 32   |
| 12    | «Нива» (Тернопіль) | 30   | 8 | 7 | 15 | 29-41 | 31   |

## Кубок України

### Виступи
| Раунд      | Команда | Рахунок                 |
| ---------- | ------- | ----------------------- |
| 1/8 фіналу | «Зірка» | 0:1Протокол 0:0Протокол |